# Florentijn Hofman
Pour les articles homonymes, voir Hofman.
Florentijn Hofman, né le 16 avril 1977 à Delfzijl, est un artiste contemporain néerlandais.

## Galerie

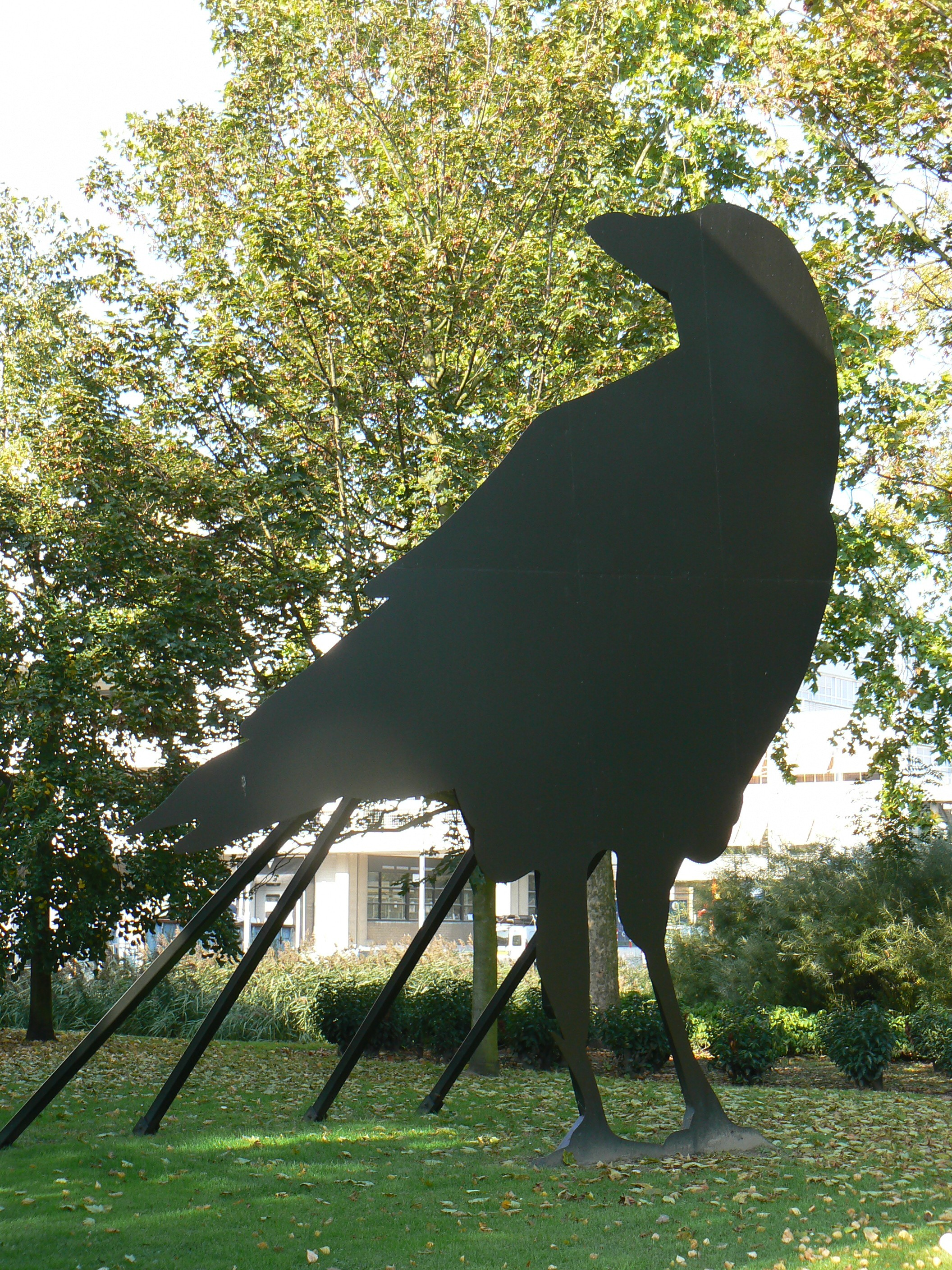
Crow, Natuurmuseum.
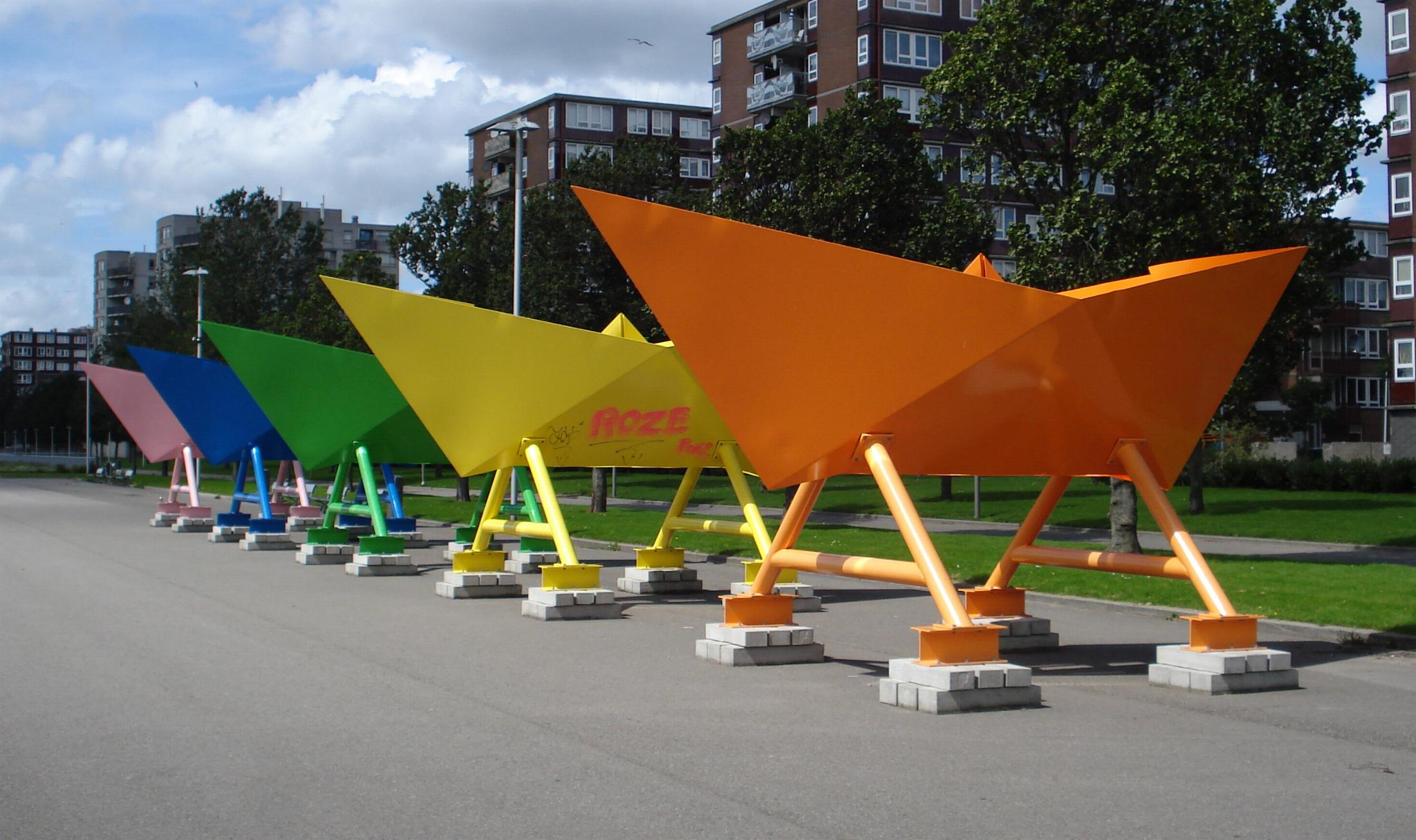
Paper Boats, Rotterdam.